# فرانک نلسون کول
فرانک نلسون کول (به انگلیسی: Frank Nelson Cole) (زاده ۲۰ سپتامبر ۱۸۶۱ در ماساچوست- درگذشته ۲۶ می ۱۹۲۶ در نیویورک) ریاضیدان اهل آمریکا بود.

## زندگی و کارنامه
کول از ۱۸۷۸ تا ۱۸۸۲ در دانشگاه هاروارد و از ۱۸۸۳ تا ۱۸۸۵ در دانشگاه لایپزیگ تحصیل کرد. در لایپزیگ او در درسهای فلیکس کلاین شرکت می کرد. پس از آن به هاروارد بازگشت و در آنجا از رساله دکترایش که تحت سرپرستی کلاین نوشته بود دفاع کرد. از ۱۸۸۵ تا ۱۸۸۷ در هاروارد تدریس کرد و در سال ۱۸۸۷ شغلی در دانشگاه میشیگان به دست آورد و از سال ۱۸۹۵ در دانشگاه کلمبیا سرگرم کار شد. در همین سال به سرپرستی انجمن ریاضی آمریکا و نیز ویراستاری بولتن آن رسید. زمینه کاری کول بیشتر جبر و نظریه اعداد بود و او در این زمینه ها نتایج مهمی به دست آورد. برای نمونه او گروه های ساده از مرتبه کمتر از ۶۰۰ را رده بندی کرد. کول در سال ۱۹۰۳ در جریان دیدار انجمن ریاضی آمریکا تجزیه ای برای شصت و هفتمین عدد مرسن {\displaystyle 2^{67}-1} ارائه کرد که تا آن زمان شناخته نبود. در سال ۱۸۷۶ ادوارد لوکاس ثابت کرده بود که این عدد، به وارون حدس مرسن، عددی اول نیست ولی تجزیه این عدد به عوامل اول تا آن هنگام شناخته نبود. از شاگردان کول می توان اریک تمپل بل را نام برد.

## جایزه کول
از سال ۱۹۲۸ انجمن ریاضی آمریکا جایزه ای به نام جایزه کول به افتخار او به پژوهش های ریاضی برتر اهدا میکند.